# Wilhelm Henckel

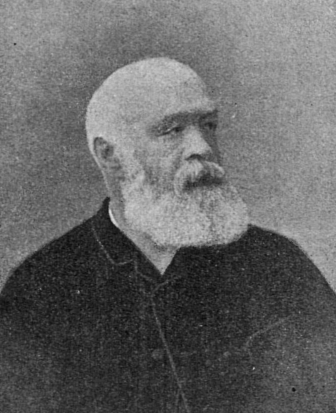
Wilhelm Henckel

Wilhelm Eduard Henckel (* 17. April 1825 in Burg (bei Magdeburg); † 30. November 1910 in München) war ein deutscher Buchhändler, Übersetzer, Verleger und Publizist.

## Leben und Wirken
Henckel, Sohn eines aus Burg bei Magdeburg (heutiges Bundesland Sachsen-Anhalt) stammenden Handwerkers und einer aus einer Hugenottenfamilie (Rollard) stammenden Mutter, wurde mit neun Jahren nach St. Petersburg zu einem Verwandten gegeben. Er wurde Wassili Egorowitsch Genkel genannt. Dort erhielt er in der deutschen St.-Petri-Schule seine Erziehung und erlernte ab 1840 den Beruf des Buchhändlers in der deutschen Buchhandlung von Heinrich Schmitzdorff. Wanderjahre führten ihn später nach Leipzig und in die Schweiz. Dort lernte er seine spätere Frau kennen. Ein Jahr zuvor nach St. Petersburg zurückgekehrt, wurde er 1854 Teilhaber der Verlagsbuchhandlung A. A. Smirdin (syn)& Co. Um 1862 gründete Henckel in Petersburg sein eigenes Verlagsunternehmen Kontora knigoprodavca-izdatelja, in dem Prosawerke russischer Schriftsteller der 1850er und 1860er Jahre, Übersetzungen französischer und deutscher Literatur, Almanache russischer Künstler sowie die Zeitung Nedelja erschienen. 1872 verließ er – offenbar aus politischen Gründen – Russland mit unbekanntem Ziel, 1876 kehrte er zurück und war ca. 2 Jahre in der Petersburger Verlagsfirma von Moritz Ossipowitsch Wolff tätig.
Endgültig verließ Henckel Russland 1878 mit seiner Frau Emmy (geb. Göldi). Sie siedelten sich in München an. Von seinem neuen Wohnsitz aus berichtete Henckel bis zu seinem Tod 1910 für das deutsche Leserpublikum aus dem literarischen und künstlerischen, dem wissenschaftlichen, politischen und wirtschaftlichen Leben in Russland. Von München aus übersetzte und popularisierte er Werke zeitgenössischer russischer Schriftsteller ins Deutsche, zum Beispiel von Wiktor Petrowitsch Burenin, Dostojewski, Garschin, Nikolai Iwanowitsch Kostomarow, Pawel Iwanowitsch Kowalewski, Jakow Petrowitsch Polonski, I. N. Potapenkow, Saltykow-Schtschedrin, Lew Nikolajewitsch Tolstoi, Iwan Sergejewitsch Turgenew sowie Veröffentlichungen zahlreicher russischer Publizisten. Henckel war Mitglied im Deutschen Schriftstellerverband.